# Stanley Spencer
Stanley Spencer (30. června 1891 – 14. prosince 1959) byl anglický malíř.
Za první světové války sloužil jako válečný malíř. Jeho obrazy světců a náboženské obrazy jsou často zasazeny do malířovy vesnice – Cookhamu. Maloval často scény ukřižování nebo sv. Františka z Assisi. Byl to jeden z největších malířů Anglie dvacátého století.

## Život a dílo
Studoval na známé designové, umělecké a vzdělávací škole Slade School of Art na University College London (UCL), řazené mezi nejlepší vzdělávací instituce tohoto typu ve Spojeném království. Pod vedením Henryho Tonkse zde studoval spolu s Christopherem R. W. Nevinsonem a Markem Gertlerem.